# Collegio di Central Ayrshire
Central Ayrshire è un collegio elettorale scozzese della Camera dei comuni del Parlamento del Regno Unito. Elegge un membro del Parlamento con il sistema maggioritario a turno unico. Il rappresentante del collegio, dal 2015, è il laburista Alan Gemmell.

## Estensione
Central Ayrshire fu creato nel 1950 dall'unione di parti di Bute and Northern Ayrshire e Kilmarnock. A seguito del Representation of the People Act 1948, il collegio di Central Ayrshire tra il 1950 e il 1955 consisteva di Irvine, Kilwinning, Stewarton, Troon, Kilbirnie e parti del distretto di Kilmarnock. Quando fu abolito nel 1983, il collegio fu sostituito in larga parte da Cunninghame South, con Troon e l'area circostante che costituirono parte di Ayr.
Il collegio fu re-istituito nel 2005, intorno allo storico burgh di Irvine, che fu progettato nel 1970 come nuova città per accogliere la crescita demografica di Glasgow. Nelle recenti elezioni locali, il Partito Nazionale Scozzese ha ottenuto buoni risultati; le ricche città costiere di Prestwick e Troon sostengono invece in maniera prevalente i candidati conservatori, localmente e all'interno del collegio di Ayr del Parlamento scozzese. Heathfield fa parte del collegio, e questa piccola area sostiene generalmente consiglieri laburisti.
In occasione delle elezioni generali nel Regno Unito del 2005 parti di Ayr, Cunnunghame South e Carrick, Cumnock and Doon Valley furono unite per costituire Central Ayrshire; il nuovo collegio incorpora i ward elettorali di Kilwinning, Irvine West, Irvine East, Kyle, Troon, Prestwick, e le parti settentrionali di Maybole, North Carrick e Coylton. Il collegio comprende anche il ward elettorale di Ayr North, seguendo Seaforth Road e Lochside Road per includere parte di Heathfield.

## Membri del parlamento
| Elezione | Elezione     | Deputato              | Partito           |
| -------- | ------------ | --------------------- | ----------------- |
|          | 1950         | Archie Manuel         | Laburista         |
|          | 1951         | Douglas Spencer-Nairn | Unionista         |
|          | 1959         | Archie Manuel         | Laburista         |
| 1970     | David Lambie |                       | Laburista         |
|          | 1983         | Collegio abolito      | Collegio abolito  |
|          | 2005         | Collegio ricreato     | Collegio ricreato |
|          | 2005         | Brian Donohoe         | Laburista         |
|          | 2015         | Philippa Whitford     | SNP               |
|          | 2024         | Alan Gemmell          | Laburista         |

## Risultati elettorali

### Elezioni negli anni 2020
| Partito                    | Partito                                  | Candidato                  | Risultati 4 luglio 2024 | Risultati 4 luglio 2024 |
| Partito                    | Partito                                  | Candidato                  | Voti                    | %                       |
| -------------------------- | ---------------------------------------- | -------------------------- | ----------------------- | ----------------------- |
|                            | Laburista                                | Alan Gemmell               | 18 091                  | 43,68                   |
|                            | SNP                                      | Annie McIndoe              | 11 222                  | 27,09                   |
|                            | Conservatore                             | David Rocks                | 6 147                   | 14,84                   |
|                            | Reform UK                                | Kevin Blades               | 3 420                   | 8,26                    |
|                            | Verde                                    | Tom Kerr                   | 1 039                   | 2,51                    |
|                            | Lib Dem                                  | Elaine Ford                | 983                     | 2,37                    |
|                            | Laburista Socialista                     | Louise McDaid              | 329                     | 0,79                    |
|                            | Social Democratico                       | Allan MacMillan            | 188                     | 0,45                    |
|                            |                                          |                            |                         |                         |
| Iscritti                   | Iscritti                                 | Iscritti                   | 69 413                  | 100,00                  |
| ↳ Votanti (% su iscritti)  | ↳ Votanti (% su iscritti)                | ↳ Votanti (% su iscritti)  | 41 419                  | 59,67                   |
| ↳ Astenuti (% su iscritti) | ↳ Astenuti (% su iscritti)               | ↳ Astenuti (% su iscritti) | 27 994                  | 40,33                   |
|                            |                                          |                            |                         |                         |
|                            | Esito: collegio passa da SNP a Laburista |                            |                         |                         |

### Elezioni negli anni 2010
| Partito                    | Partito                          | Candidato                  | Risultati 12 dicembre 1019 | Risultati 12 dicembre 1019 |
| Partito                    | Partito                          | Candidato                  | Voti                       | %                          |
| -------------------------- | -------------------------------- | -------------------------- | -------------------------- | -------------------------- |
|                            | SNP                              | Philippa Whitford          | 21 486                     | 46,17                      |
|                            | Conservatore                     | Derek Stillie              | 16 182                     | 34,77                      |
|                            | Laburista                        | Louise McPhater            | 6 583                      | 14,15                      |
|                            | Lib Dem                          | Emma Farthing              | 2 283                      | 4,91                       |
|                            |                                  |                            |                            |                            |
| Iscritti                   | Iscritti                         | Iscritti                   | 69 742                     | 100,00                     |
| ↳ Votanti (% su iscritti)  | ↳ Votanti (% su iscritti)        | ↳ Votanti (% su iscritti)  | 46 534                     | 66,72                      |
| ↳ Astenuti (% su iscritti) | ↳ Astenuti (% su iscritti)       | ↳ Astenuti (% su iscritti) | 23 208                     | 33,28                      |
|                            |                                  |                            |                            |                            |
|                            | Esito: collegio confermato a SNP |                            |                            |                            |

| Partito                    | Partito                          | Candidato                  | Risultati 8 giugno 2017 | Risultati 8 giugno 2017 |
| Partito                    | Partito                          | Candidato                  | Voti                    | %                       |
| -------------------------- | -------------------------------- | -------------------------- | ----------------------- | ----------------------- |
|                            | SNP                              | Philippa Whitford          | 16 771                  | 37,20                   |
|                            | Conservatore                     | Caroline Hollins-Martin    | 15 504                  | 34,39                   |
|                            | Laburista                        | Nairn McDonald             | 11 762                  | 26,09                   |
|                            | Lib Dem                          | Tom Inglis                 | 1 050                   | 2,33                    |
|                            |                                  |                            |                         |                         |
| Iscritti                   | Iscritti                         | Iscritti                   | 69 045                  | 100,00                  |
| ↳ Votanti (% su iscritti)  | ↳ Votanti (% su iscritti)        | ↳ Votanti (% su iscritti)  | 45 087                  | 65,30                   |
| ↳ Astenuti (% su iscritti) | ↳ Astenuti (% su iscritti)       | ↳ Astenuti (% su iscritti) | 23 958                  | 34,70                   |
|                            |                                  |                            |                         |                         |
|                            | Esito: collegio confermato a SNP |                            |                         |                         |

| Partito                    | Partito                                  | Candidato                  | Risultati 7 maggio 2015 | Risultati 7 maggio 2015 |
| Partito                    | Partito                                  | Candidato                  | Voti                    | %                       |
| -------------------------- | ---------------------------------------- | -------------------------- | ----------------------- | ----------------------- |
|                            | SNP                                      | Philippa Whitford          | 26 999                  | 53,17                   |
|                            | Laburista                                | Brian Donohoe              | 13 410                  | 26,41                   |
|                            | Conservatore                             | Marc Hope                  | 8 803                   | 17,34                   |
|                            | Lib Dem                                  | Gordon Bain                | 917                     | 1,81                    |
|                            | Verdi                                    | Veronika Tudhope           | 645                     | 1,27                    |
|                            |                                          |                            |                         |                         |
| Iscritti                   | Iscritti                                 | Iscritti                   | 70 033                  | 100,00                  |
| ↳ Votanti (% su iscritti)  | ↳ Votanti (% su iscritti)                | ↳ Votanti (% su iscritti)  | 50 774                  | 72,50                   |
| ↳ Astenuti (% su iscritti) | ↳ Astenuti (% su iscritti)               | ↳ Astenuti (% su iscritti) | 19 259                  | 27,50                   |
|                            |                                          |                            |                         |                         |
|                            | Esito: collegio passa da Laburista a SNP |                            |                         |                         |

| Partito                    | Partito                                | Candidato                  | Risultati 6 maggio 2010 | Risultati 6 maggio 2010 |
| Partito                    | Partito                                | Candidato                  | Voti                    | %                       |
| -------------------------- | -------------------------------------- | -------------------------- | ----------------------- | ----------------------- |
|                            | Laburista                              | Brian Donohoe              | 20 950                  | 47,71                   |
|                            | Conservatore                           | Maurice Golden             | 8 943                   | 20,36                   |
|                            | SNP                                    | John Mullen                | 8 364                   | 19,05                   |
|                            | Lib Dem                                | Andrew Chamberlain         | 5 236                   | 11,92                   |
|                            | Laburista Socialista                   | James McDaid               | 422                     | 0,96                    |
|                            |                                        |                            |                         |                         |
| Iscritti                   | Iscritti                               | Iscritti                   | 58 403                  | 100,00                  |
| ↳ Votanti (% su iscritti)  | ↳ Votanti (% su iscritti)              | ↳ Votanti (% su iscritti)  | 43 915                  | 75,19                   |
| ↳ Astenuti (% su iscritti) | ↳ Astenuti (% su iscritti)             | ↳ Astenuti (% su iscritti) | 14 488                  | 24,81                   |
|                            |                                        |                            |                         |                         |
|                            | Esito: collegio confermato a Laburista |                            |                         |                         |

### Elezioni negli anni 2000
| Partito                    | Partito                                      | Candidato                  | Risultati 5 maggio 2005 | Risultati 5 maggio 2005 |
| Partito                    | Partito                                      | Candidato                  | Voti                    | %                       |
| -------------------------- | -------------------------------------------- | -------------------------- | ----------------------- | ----------------------- |
|                            | Laburista                                    | Brian Donohoe              | 19 905                  | 46,43                   |
|                            | Conservatore                                 | Garry Clark                | 9 482                   | 22,12                   |
|                            | Lib Dem                                      | Iain Kennedy               | 6 881                   | 16,05                   |
|                            | SNP                                          | Jahangir Hanif             | 4 969                   | 11,59                   |
|                            | Socialista                                   | Denise Morton              | 820                     | 1,91                    |
|                            | Laburista Socialista                         | Robert Cochrane            | 468                     | 1,09                    |
|                            | UKIP                                         | Jim Groves                 | 346                     | 0,81                    |
|                            |                                              |                            |                         |                         |
| Iscritti                   | Iscritti                                     | Iscritti                   | 68 594                  | 100,00                  |
| ↳ Votanti (% su iscritti)  | ↳ Votanti (% su iscritti)                    | ↳ Votanti (% su iscritti)  | 42 871                  | 62,50                   |
| ↳ Astenuti (% su iscritti) | ↳ Astenuti (% su iscritti)                   | ↳ Astenuti (% su iscritti) | 25 723                  | 37,50                   |
|                            |                                              |                            |                         |                         |
|                            | Esito: collegio a Laburista (nuovo collegio) |                            |                         |                         |

## Risultati dei referendum

### Referendum sulla permanenza del Regno Unito nell'Unione europea del 2016
|        | Collegio         | Lasciare UE % | Rimanere in UE % |
| ------ | ---------------- | ------------- | ---------------- |
|        | Central Ayrshire | 42,2%         | 57,8%            |
| Scozia | 38,0%            | 62,0%         |                  |
|        | Regno Unito      | 51,9%         | 48,1%            |